# Kingston Technology
Kingston Technology Co. ist ein US-amerikanischer Hersteller von Speicherprodukten mit Sitz in Fountain Valley (Kalifornien). Nach eigener Aussage ist er der weltweit größte  Hersteller von Speichermodulen und Speicherkarten.

## Geschichte
Kingston wurde 1987 von John Tu und David Sun gegründet, als diese SIMM-Module entwickelten. 1988 erhielt Kingston Technology das Patent für SIMM-Module. Zwei Jahre später wurden erstmals auch Produkte außerhalb des Speicherbereichs angeboten (Prozessorupgrades). Netzwerk- und Speicherprodukte wurden erstmals 1993 angeboten, ein Jahr später auch tragbare Datenspeicher. In der Liste der 500 größten Privatunternehmen der USA der Zeitschrift Forbes wurde Kingston damals mit einem Umsatz von 489 Millionen US-Dollar auf Rang 367 gelistet. Die erste europäische Niederlassung wurde 1995 in München gegründet. Erstmals war der Umsatz in diesem Jahr auch höher als eine Milliarde US-Dollar.
Die japanische Softbank Corporation erwarb 1996 80 % von Kingston Technology, diese Anteile wurden 1999 zurückgekauft. Im Jahr 1997 wurden der europäische Hauptsitz im Vereinigten Königreich, ein Produktions- und Verwaltungsstandort in Taiwan und ein weiterer in Dublin eröffnet. 1999 folgte ein weiterer Produktionsstandort in Malaysia. Kingston Technology erreichte 2003 einen Umsatz von 1,8 Mrd. US-Dollar, laut iSuppli ist das Unternehmen weltweit der führende unabhängige Speicherhersteller.

## Produkte
- Flash-Speicher für z. B.
  - Digitalkameras
  - Solid-State-Drives
  - USB-Speicher-Sticks
- Arbeitsspeicher, sowohl als Low-latency-Hochleistungsspeicher und Server-RAM (ECC, registered), als auch als preisgünstige Varianten, für:
  - Computer
  - Server
  - Drucker
  - MP3-Player
  - Mobiltelefone
- HyperX-Produkte bis zur Übernahme durch HP[3] (Gaming-Zubehör)

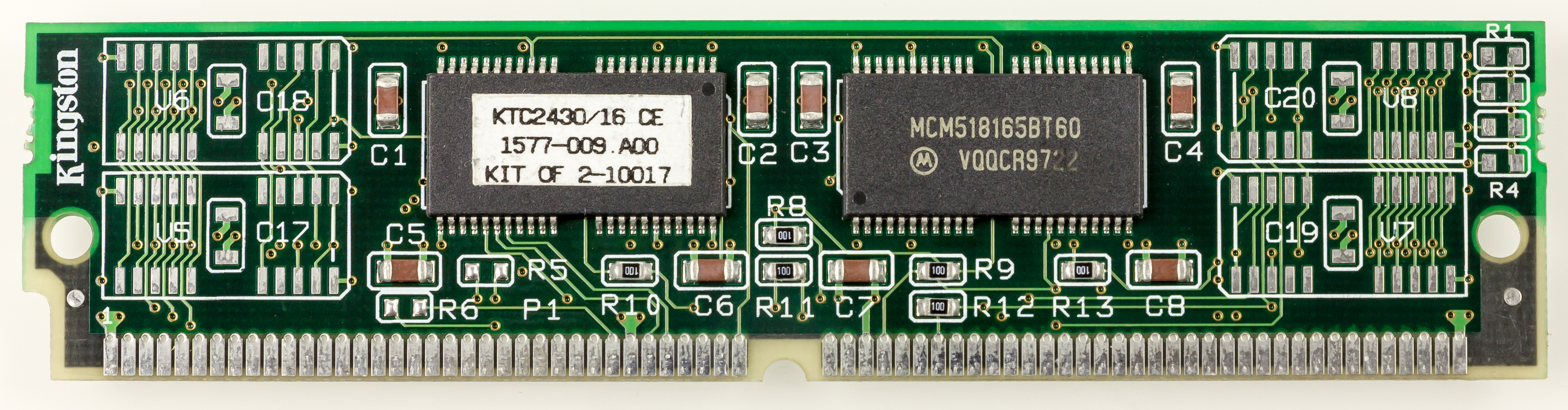
SIMM-RAM
DDR-SDRAM
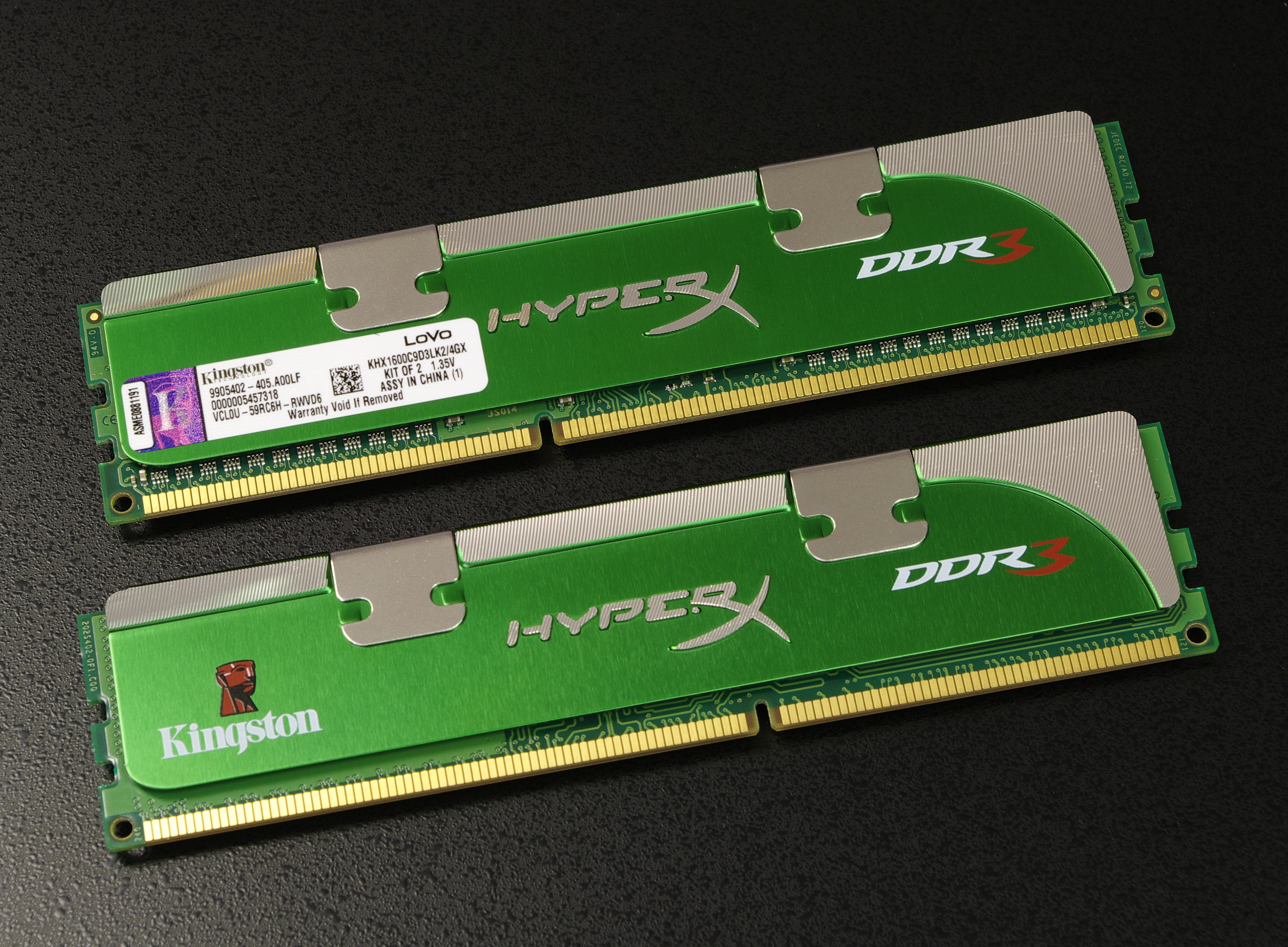
DDR3-LowVoltage-SDRAM „HyperX“
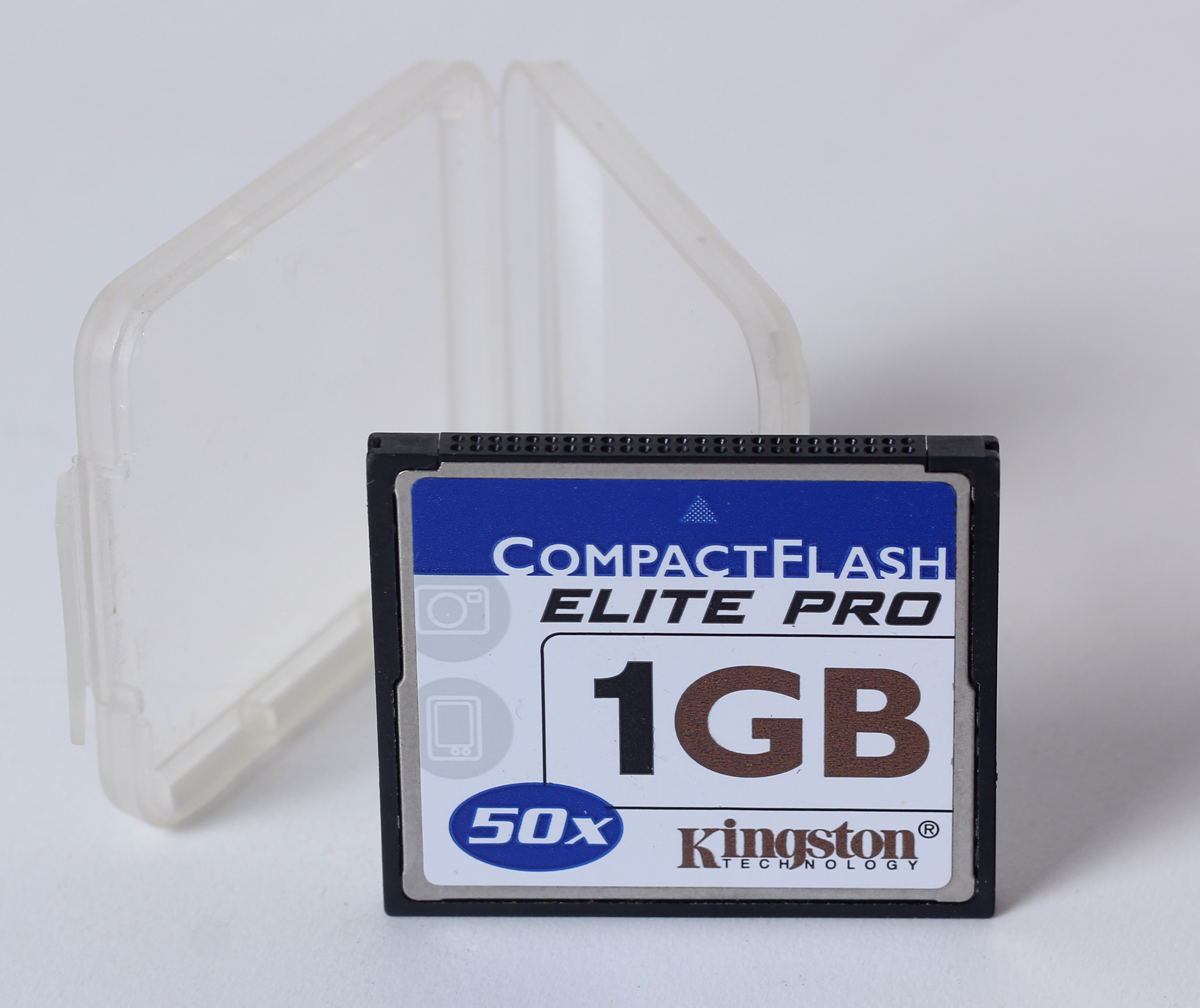
1-GB-CompactFlash-Karte
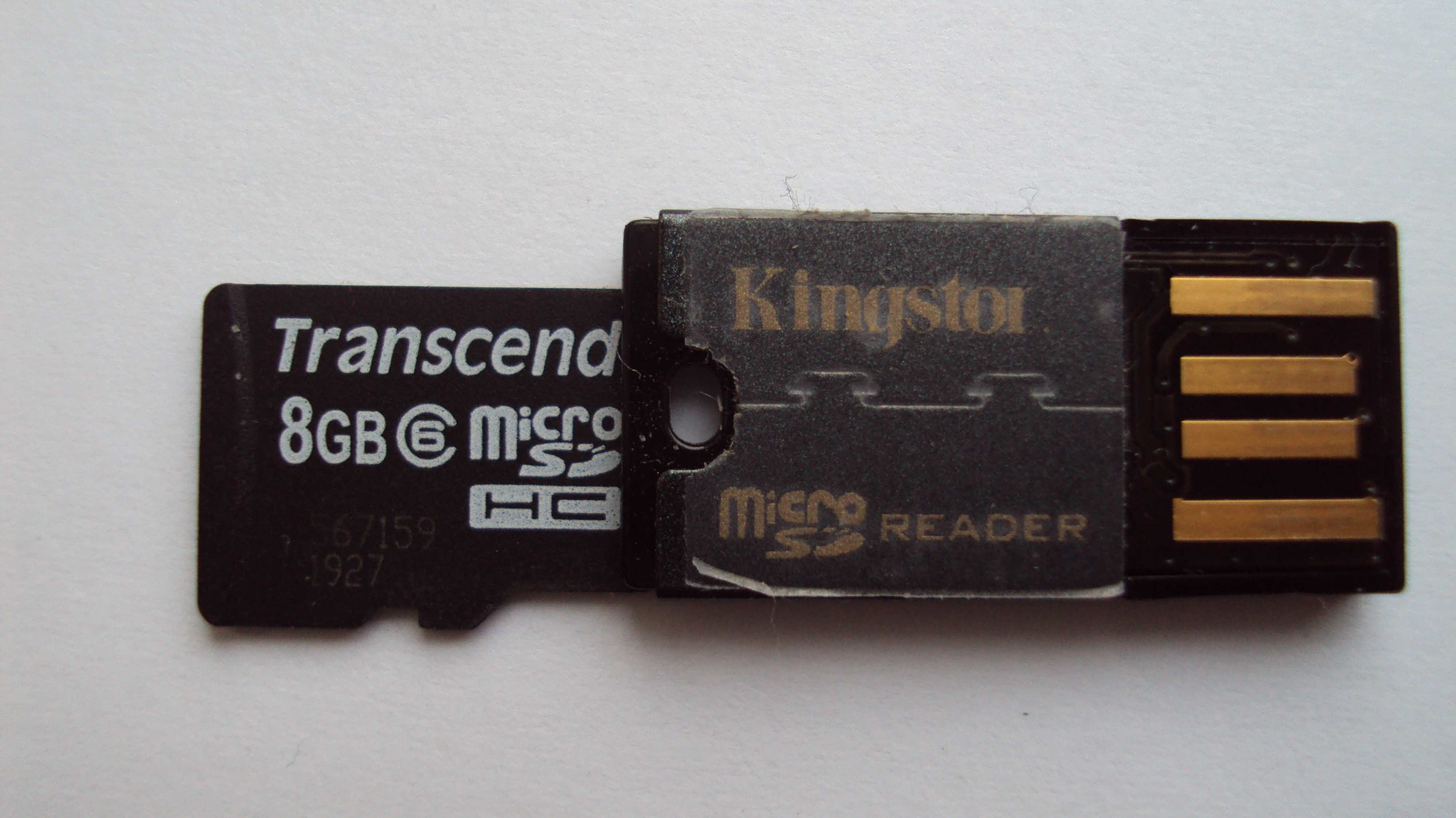
USB-MicroSD-Kartenleser und MicroSD-Karte
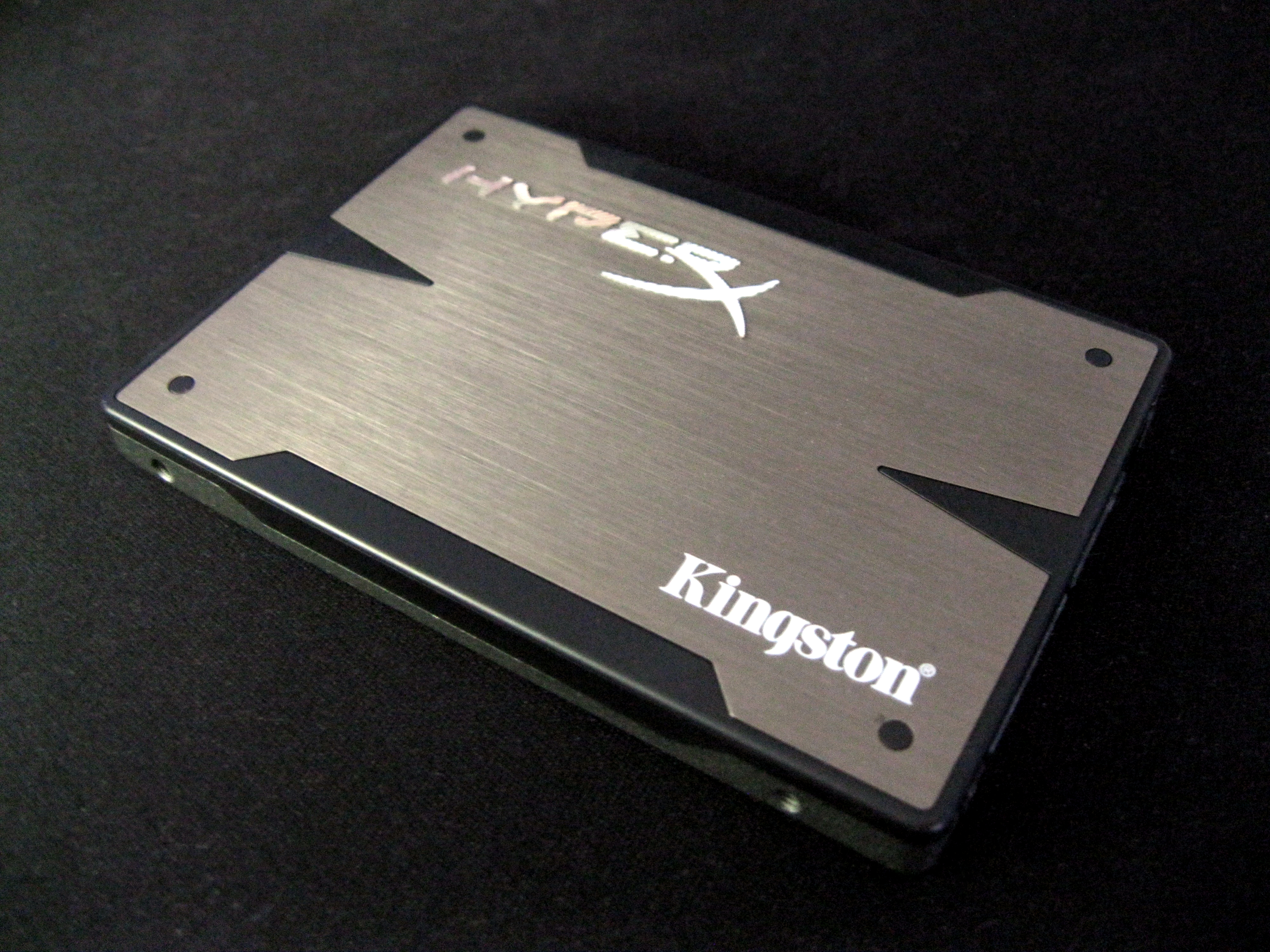
„HyperX“-SSD